# Haflinger

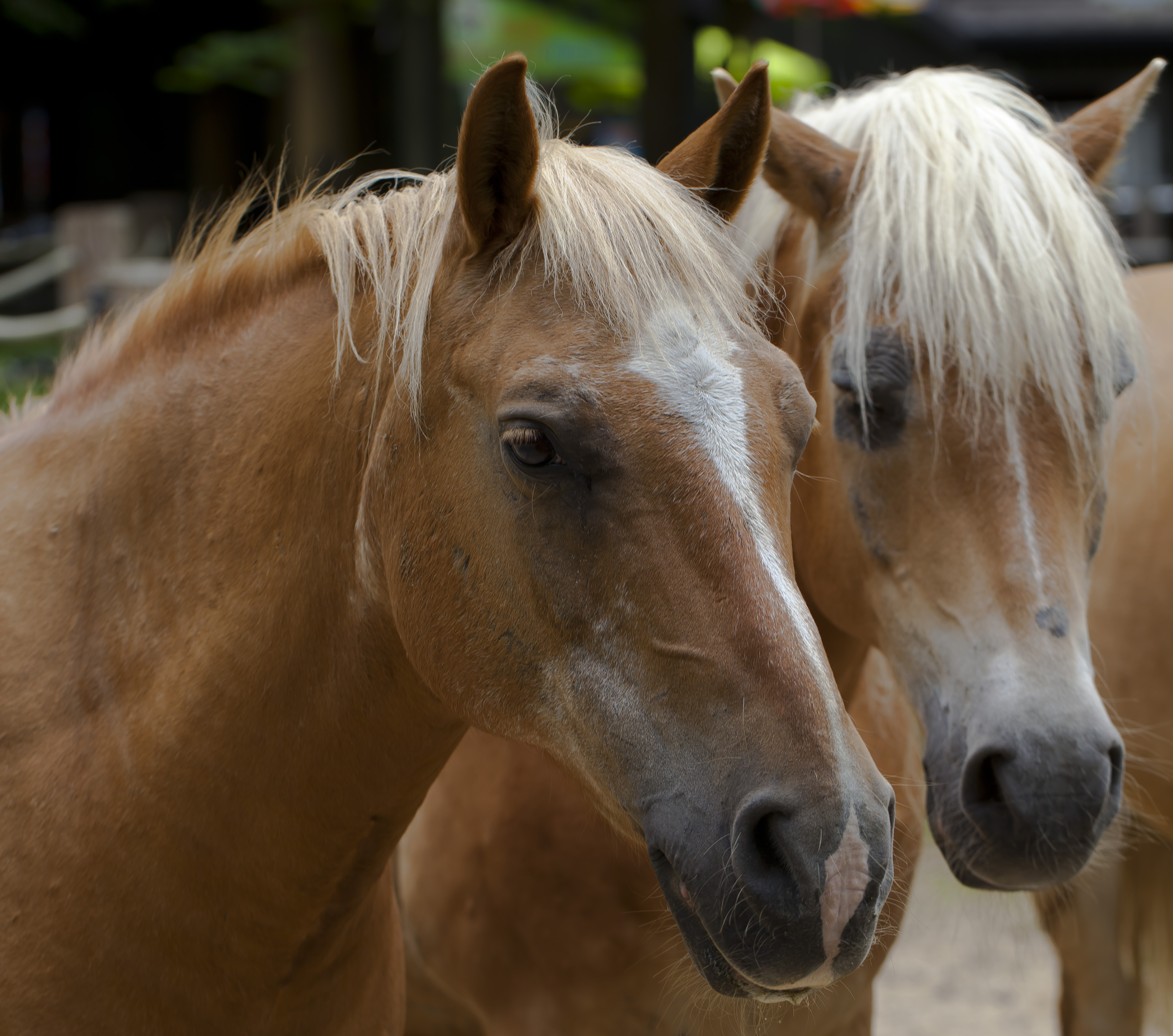
Detalle de la cabeza.

La raza haflinger  o avelignese  es una raza de caballos desarrollada a finales del siglo XIX en el Tirol (Austria e Italia actuales).
Se trata de un caballo pequeño y robusto muy adaptado a marchar por la montaña.

## Características
La altura puede variar entre 137 cm y 152 cm. El pelaje es siempre palomino. La tonalidad del pelaje puede ser desde relativamente clara hasta matices más oscuros. Algunos haflinger muestran la característica o patrón pangas (barriga de tonalidad más clara que el cuerpo).

### Sementales
Todos los haflinger provienen del semental  Folie  que fue el fundador de la raza actual. Hay siete líneas genealógicas basadas en siete caballos semilleros descendientes de Folie (nacido en 1874).

## Historia
Los orígenes de la raza son desconocidos.
El siglo XIX fue muy influida por el semental árabe  El-Bédavo , padre de Folie.